# Highcliff

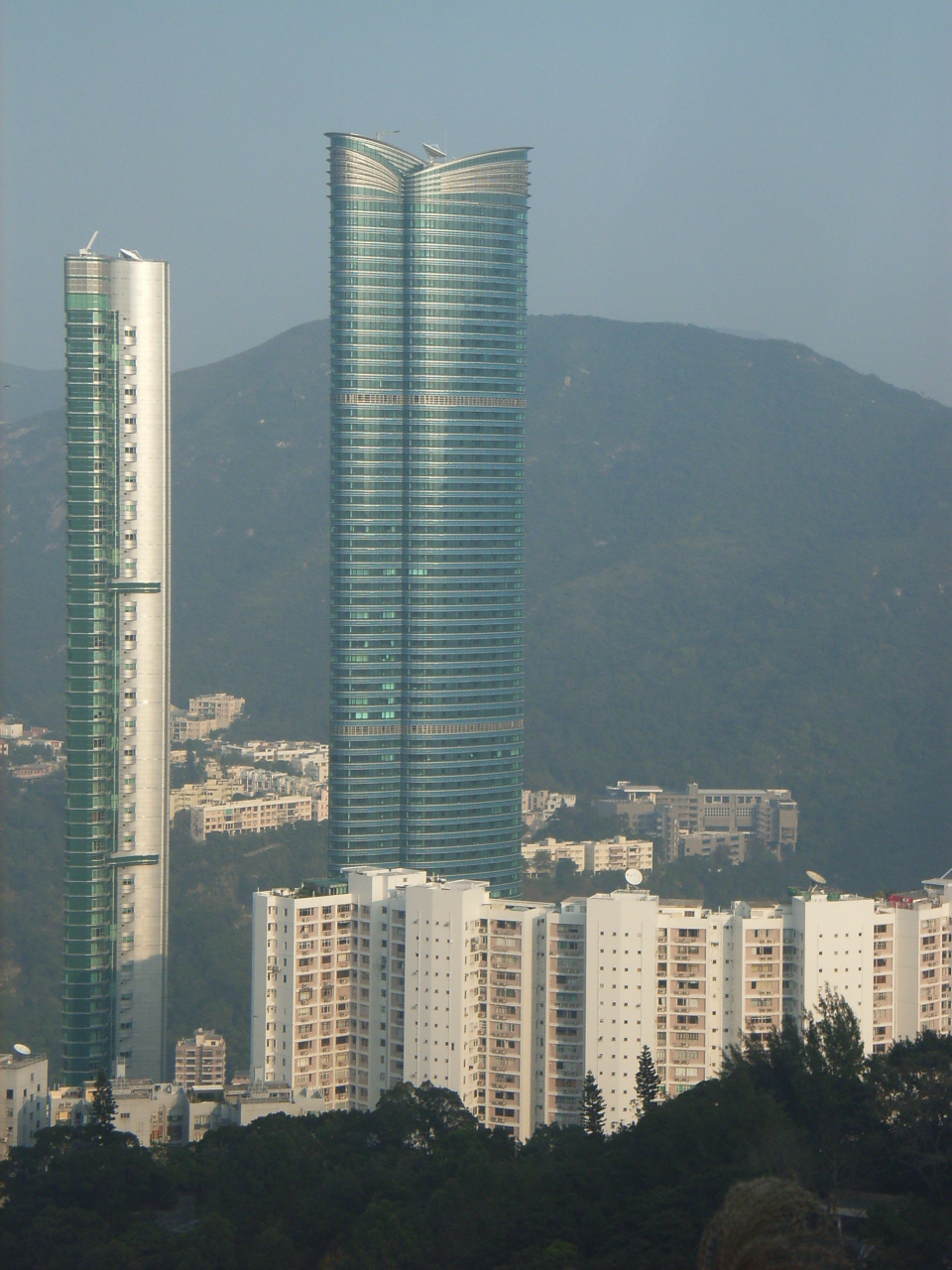
The Summit & the Highcliff

O Highcliff é um dos arranha-céus mais altos do mundo, com 252 metros (828 ft). Edificado na cidade de Hong Kong, República Popular da China, foi concluído em 2003 com 72 andares.